# Fundació de Serralves
La Fundació de Serralves (en portuguès, Fundaçao de Serralves) és una fundació amb seu a Porto que té com a missió principal estimular el coneixement per part de tota mena de públics de l'art contemporani, l'arquitectura, el cinema, el paisatge i el medi ambient.
Va ser creada l'any 1989 amb la participació de l'Estat portuguès i d'una àmplia representació de la societat civil, empreses i particulars.
La seva creació arribava a continuació de l'adquisició per part de l'Estat del Parc de Serralves (1986) i de la voluntat d'articular una col·lecció publica d'art contemporani, els antecedents de la qual es remunten al Centre d'Art Contemporani creat el 1975 a l'entorn del Museu Soares dos Reis.
Un cop constituïda la Fundació, el primer pas va ser encarregar a l'arquitecte Alvaro Siza Vieira l'edifici del Museu d'Art Contemporani, que va ser finalment inaugurat l'any 1999.
Les activitats de la Fundació es concentren, principalment, al Parc de Serralves on es troben equipaments com El Museu d'Art Contemporani, la Casa de Serralves o la Casa del Cinema Manoel de Oliveira.

## Parc de Serralves

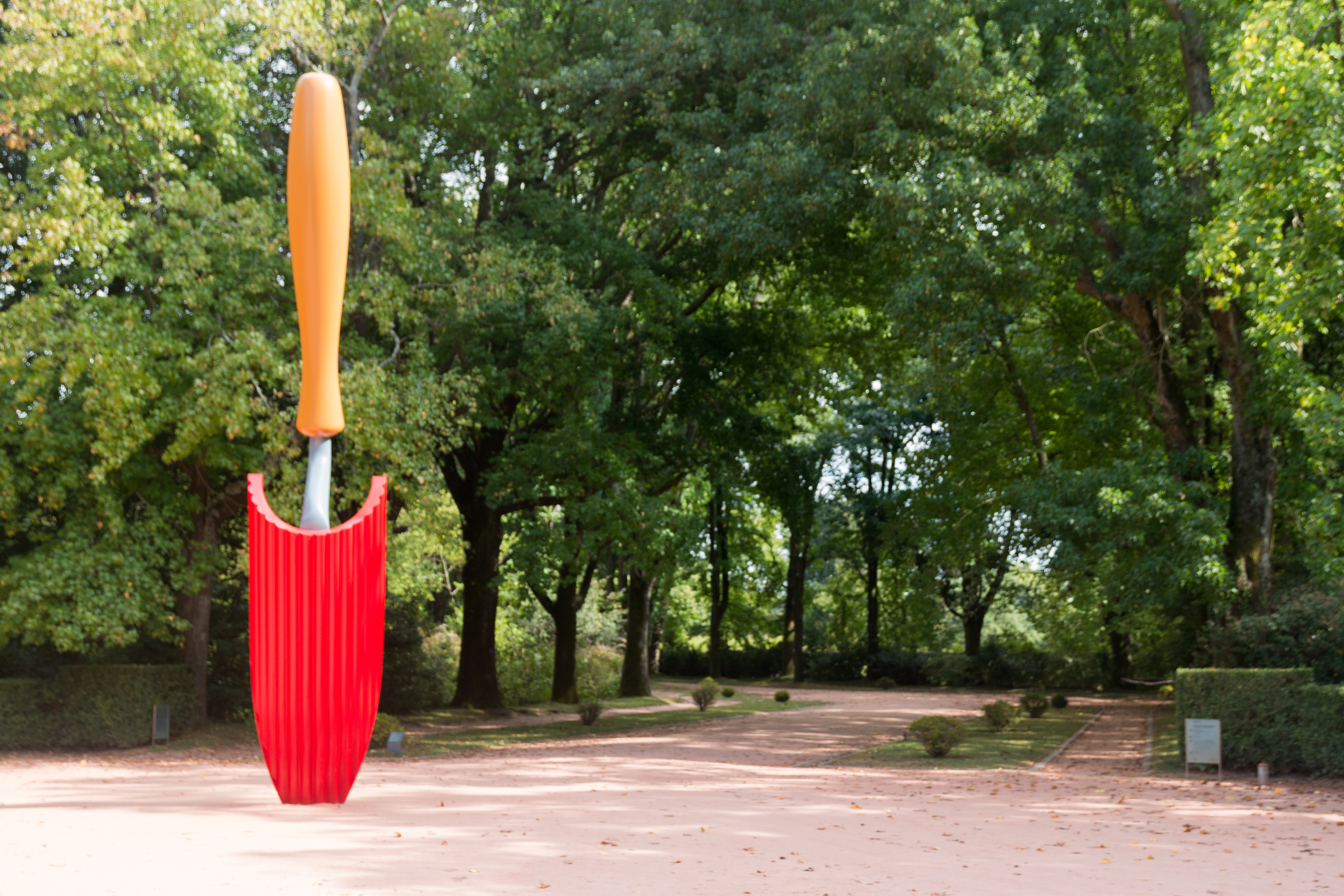
Porto-Casa de Serralves-Entrada do jardim-20140910

Es tracta d'un gran parc urbà amb diverses zones ben diferenciades. com ara el gran parterre central, el seu estany, una roserar, un jardí de plantes aromàtiques etc. Escampades pel parc es poden trobar escultures i obres d'art contemporani d'autors com Arístides Maillol, Richard Serra, Anish Kapoor, Claes Oldenburg, o Dan Graham, entre d'altres.
S'hi duen a terme activitats de coneixement i descoberta del paisatge.

## Museu d'Art Contemporani

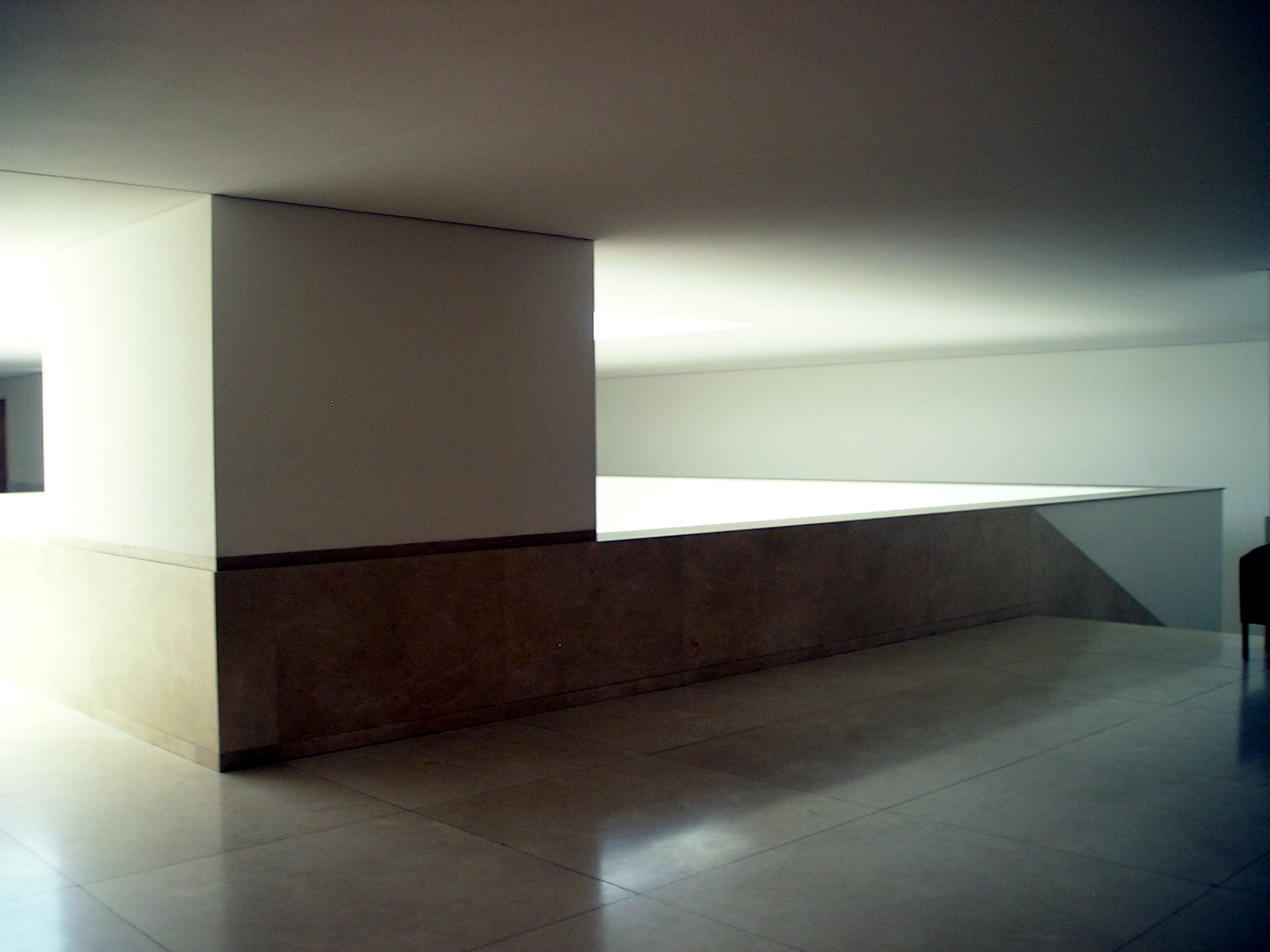
Porto Serralves (40121136231)

El Museu d'Art Contemporani de la Fundació de Serralves és possiblement l'equipament més conegut de tot el conjunt. Per la seva arquitectura, deguda a Alvaro Siza Vieira, però també per la seva programació, que a finals del segle XX el va situar com un dels museus d'art contemporani capdavanters del moment.
Hi han exposat la seva obra artistes com Susana Solano, Ignasi Aballí...

## Casa de Serralves

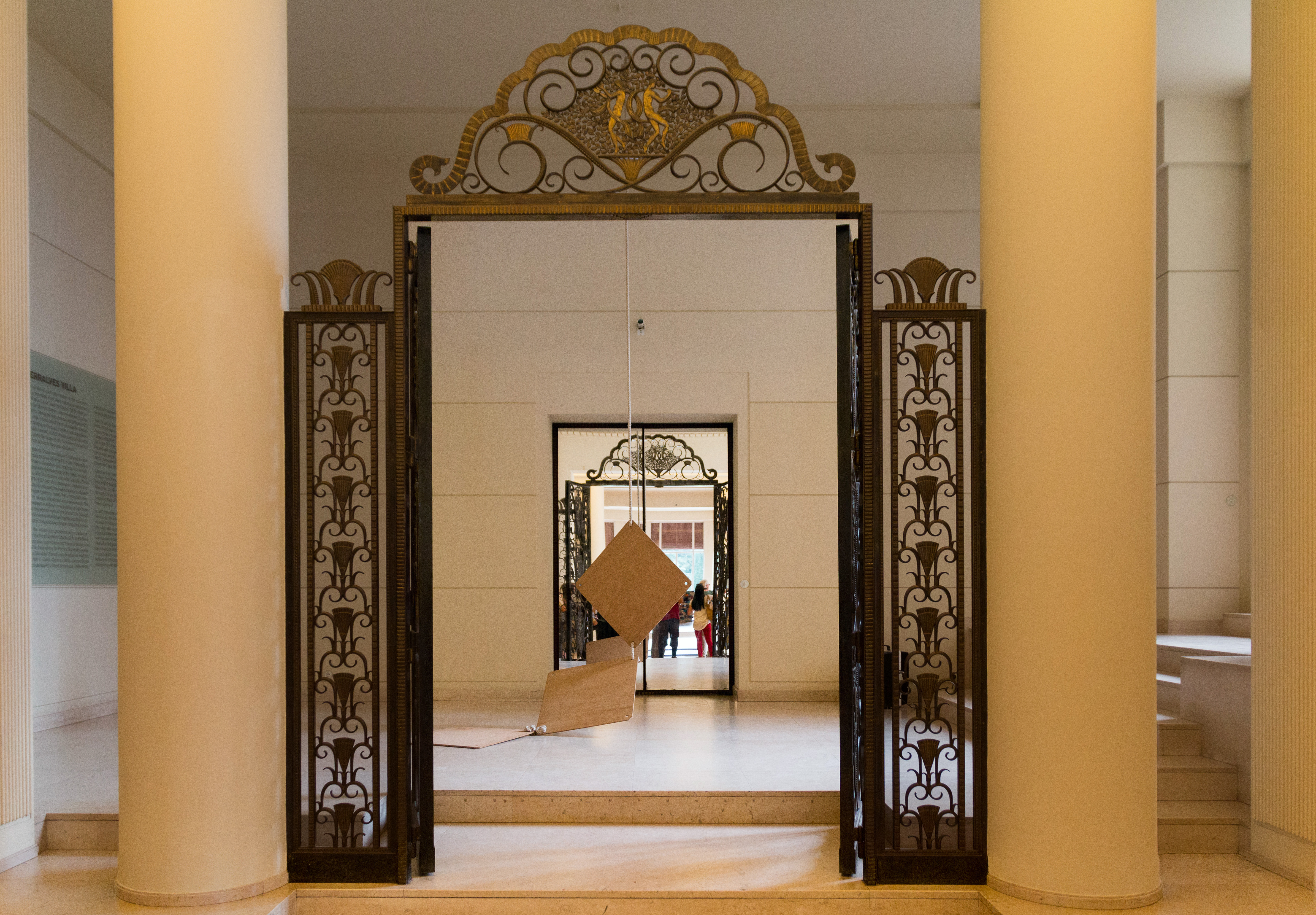
Porto-Casa de Serralves-Porta do salão-20140910

Es tracta d'un edifici d'estil Art Decó, que es troba a la part alta del parc, com presidint-lo. Es destina a la celebració d'exposicions temporals, complementàriament a les que es desenvolupen al Museu.

## Casa del Cinema Manoel de Oliveira

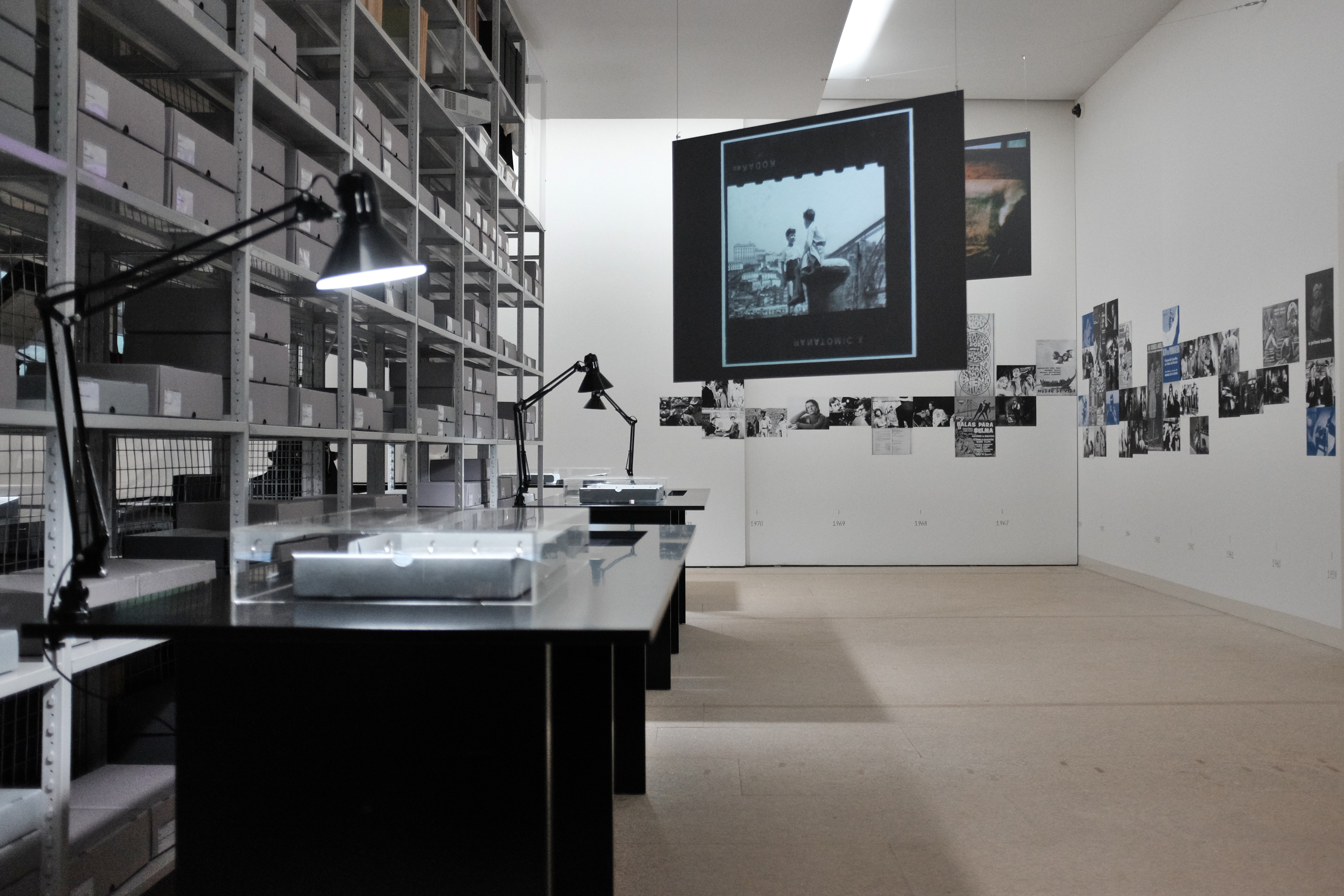
Porto Cinema House Manoel de Oliveira's archive (53092692122)

Inaugurada l'any 2019 i dedicada al gran cineasta portuenc Manoel de Oliveira, és també un projecte arquitectònic d'Alvaro Siza. Partint de la base que el cinema no es pot separar de la resta d'arts contemporànies, s'hi pot trobar una exposició permanent, un centre de documentació i una programació regular de projeccions.